# Глухово (Челябинская область)
Глухово — упразднённая деревня в Аргаяшском районе Челябинской области. На момент упразднения входила в состав Байрамгуловского сельсовета. Исключена из учётных данных в 1978 г.

## География
Точное месторасположение не установлено. По сведениям на 1970 год располагалась в 9 км от центра сельсовета.

## История
По данным на 1970 год деревня входила в состав Байрамгуловского сельсовета.
Исключена из учётных данных решением Челябинского областного Совета народных депутатов от 24.01.1978 года № 45.

## Население
| 1970 | 1977 |
| ---- | ---- |
| 26   | ↗28  |